# Vorobiivka, Pidvolociîsk
Vorobiivka (în ucraineană Воробіївка) este localitatea de reședință a comunei Vorobiivka din raionul Pidvolociîsk, regiunea Ternopil, Ucraina.

## Demografie
Componența lingvistică a localității Vorobiivka
     Ucraineană (98,58%)
Conform recensământului din 2001, majoritatea populației localității Vorobiivka era vorbitoare de ucraineană (98,58%), existând în minoritate și vorbitori de alte limbi.